# Dschamal ad-Din Abd al-Karim ad-Dabban
Dschamal ad-Din Abd al-Karim ad-Dabban (arabisch جمال الدين عبد الكريم الدبان, DMG Ǧamāl ad-Dīn ʿAbdu 'l-Karīm ad-Dabbān; * um 1939; † 17. Juni 2007) war ein sunnitischer Geistlicher.
Dschamal ad-Din Abd al-Karim ad-Dabban war vom Juli 2004 bis zu seinem Tod Oberhaupt der sunnitischen Religionsgemeinschaft im Irak. Er galt als moderater Muslim.
Am 24. Juni 2006 wurde er zusammen mit seinen beiden Söhnen von US-amerikanischen Besatzungssoldaten als möglicher Terrorist verhaftet, nach Protesten der irakischen Bevölkerung in Tikrit jedoch kurzfristig wieder freigelassen.
Ad-Dabban starb an den Folgen eines Herzinfarkts.